# Poecilocampa
Genre
Le genre Poecilocampa regroupe des insectes lépidoptères de la famille des Lasiocampidae, et de la sous-famille des Poecilocampinae.

## Systématique
Le genre a été décrit par l'entomologiste britannique James Francis Stephens en 1828.

### Synonymie
- Populaster Gistl, 1848[2]

### Taxinomie
Liste des espèces
- Poecilocampa alpina (Frey et Wullschlevel, 1874) — Bombyx de Millière.
- Poecilocampa morandiini  Zolotuhin & Saldaitis, 2010[3]
- Poecilocampa neka  Zolotuhin & Saldaitis, 2010
- Poecilocampa nilsinjevi Zolotuhin, 2005 [4]
- Poecilocampa populi (Linnaeus, 1758) — Bombyx du peuplier
- Poecilocampa tamanukii (Matsumura, 1928)
- Poecilocampa tenera   O. Bang-Haas, 1927